# Генкель, Мария Александровна
Мари́я Алекса́ндровна Ге́нкель (6 мая 1910, Санкт-Петербург — 14 апреля 2001, Санкт-Петербург) — советский учёный-лингвист, специалист по диалектологии и стилистике художественной речи. Организатор первой в Пермской области диалектологической экспедиции (1939), заведующая кафедрой русского языка и общего языкознания филологического факультета Пермского университета (1958—1971).

## Биография
Принадлежит к династии пермских ученых и просветителей Генкелей. Её отец, А. Г. Генкель, братья П. А. Генкель и А. А. Генкель, также как и её муж А. Г. Воронов, были известными биологами. Её сын Г. А. Воронов — организатор кафедры биогеоценологии и охраны природы в Пермском университете, один из создателей нового научного направления Её внук Р. А. Юшков — доцент кафедры биогеоценологии ПГУ, известный пермский правозащитник.
С 1926 по 1930 годы училась на отделении языка и литературы педагогического факультета Пермского университета. В это время находилась под большим влиянием литературоведа В. В. Гиппиуса, преподававшего тогда в ПГУ.
В 1934 году поступила в аспирантуру при кафедре русского языка Московского педагогического института им. Ленина. Занималась изучением казачьих говоров на Дону.
В 1938 году работала в Пермском педагогическом институте.
С 1938 года — кандидат филологических наук. Её кандидатская диссертация «Лексика „Русской правды“» была высоко оценена. С 1939 года — доцент.
В 1939 году организовала первую в Пермской области диалектологическую экспедицию (в Чусовской район).
С 1949 году экспедиции стали ежегодными (в Кишертский, Кунгурский районы, Коми-Пермяцкий округ). Материалы экспедиций регулярно отправлялись в Ленинградский филиал Института русского языка АН СССР, где получили высокую оценку известных специалистов профессоров Б. А. Ларина и Ф. П. Филина и использовались для создания многотомного Диалектологического атласа русских говоров Европейской части Союза.
В 1941 году в Пермском университете был воссоздан историко-филологический факультет. В числе первых кафедр этого факультета — кафедра языкознания, которую с 1 октября 1941 возглавила М. А. Генкель (работая в университете по совместительству). В ноябре 1941 г. эту кафедру объединяют с кафедрой литературы, заведование поручают профессору А. Ф. Шамрай; 5 сентября 1942 Мария Александровна подала заявление на увольнение в связи с ухудшением здоровья (оставшись преподавателем пединститута).
В 1956 году по приглашению В. Ф. Тиунова возвратилась в Пермский университет и занялась изучением языка и стиля уральского писателя Д. Н. Мамина-Сибиряка. Методом статистического анализа разрабатывала вопросы стилистики художественной речи. Основным итогом этой деятельности стал «Частотный словарь романа Д. Н. Мамина-Сибиряка».
С 1956 года — член КПСС.
В 1958—1971 годах заведовала кафедрой русского языка и общего языкознания историко-филологического, а затем — филологического факультета ПГУ. На этом посту она становится наследницей И. М. Захарова, создавшего эту кафедру и руководившего ей с 1946 по 1956 годы; далее эту должность передала М. Н. Кожиной.
Благодаря её усилиям кафедра пополнялась талантливыми преподавателями, интенсивно развивались научные направления. Эти годы стали годами больших научных достижений (неслучайно их назвали «золотым веком» кафедры): в это время на кафедре появился один из первых в истории факультета докторов филологических наук — языковед (М. Н. Кожина); к концу пребывания М. А. Генкель на посту заведующей на кафедре было защищено ещё несколько докторских диссертаций авторы которых развивали оригинальные лингвистические концепции (Л. Н. Мурзин, Л. В. Сахарный, Е. Н. Полякова). Прочие сотрудники кафедры имели как минимум степень кандидата наук.
Выйдя на пенсию в июле 1975, написала ряд работ мемуарно-краеведческого характера.
Директор музея истории ПГНИУ А. С. Стабровский о М. А. Генкель:

Поразителен круг её научных интересов, широта теоретической подготовки, это не просто научная школа, это — целый лингвистический университет.

А. И. Шорина, доцент ПГУ и бывшая студентка М. А. Генкель:

Мария Александровна стала нашим другом, оказавшись в числе тех преподавателей, о которых всю жизнь хранишь благодарную память.

## Избранные работы
- Генкель М. А. Исследования по стилистике. Пермь: Пермский гос. унив. им. А. М. Горького, 1966. 167 с.
- Генкель М. А. Частотный словарь романа Д. Н. Мамина-Сибиряка «Приваловские миллионы». Пермь: Пермский гос. ун-т, 1974—509 с.
- Генкель М. А. Воспоминания об отце. Пермь: Отчий край, 1987.
- Генкель М. А. Уральские просветители: семья Генкель. Пермь: Изд-во Пермского ун-та, 1996.
- Генкель М. А. Я благодарна своим учителям // Пермский университет в воспоминаниях современников. Вып. 1. / Сост. А. С. Стабровский. Пермь: Издательство ТГУ. Перм. отд-ние. 1991. 92 с. С. 5-12.